# Lindsay Scott
Lindsay Eugene Scott (Jesup, 6 dicembre 1960) è un ex giocatore di football americano statunitense che ha militato nel ruolo di wide receiver nella National Football League (NFL).

## Carriera
Al college Scott giocò a football a Georgia, vincendo il campionato NCAA nel 1980. Fu scelto nel corso del primo giro (13º assoluto) del Draft NFL 1982 dai New Orleans Saints. Nella sua prima stagione, accorciata a nove partite per uno sciopero dei giocatori, ricevette 7 passaggi per 251 yard, venendo inserito nella formazione ideale dei rookie dalla Pro Football Writers of America. Rimase con i Saints fino alla stagione 1985, dopo di che si ritirò.

## Palmarès
- PFWA All-Rookie Team - 1982